# أوزانيمود
اوزانيمود (Ozanimod)، الذي يُباع تحت الاسم التجاري زيبوسيا (Zeposia) هو دواء يستخدم لعلاج التصلب المتعدد (MS) والتهاب القولون التقرحي (UC).   بالنسبة لمرض التصلب العصبي المتعدد، يشمل هذا المتلازمة المعزولة سريريًا، و المرض الانتكاسي الهاجع، والمرض التدريجي الثانوي النشط.  في جامعة كاليفورنيا يعطى لأولئك الذين يعانون من المرض بشكل معتدل إلى شديد.  و يؤخذ عن طريق الفم. 
وتشمل الآثار الجانبية الشائعة لهذا العلاج على؛ عدوى الجهاز التنفسي العلوي، و التهاب الكبد، و انخفاض ضغط الدم خلال الوقوف، وعدوى المسالك البولية ، وآلام الظهر.  قد تشمل الآثار الجانبية الأخرى عدم انتظام ضربات القلب و ارتفاع ضغط الدم و الوذمة البقعية.  قد يؤدي استخدامه أثناء أو خلال الأشهر الثلاثة السابقة للحمل إلى الإضرار بالجنين.  و هو ناهض لمستقبلات السفينجوزين-1-فوسفات (S1P)، مما يؤدي إلى منع الخلايا الليمفاوية من الذهاب إلى الدماغ والحبل الشوكي.  
تمت الموافقة عليه للاستخدام طبيًا في الولايات المتحدة وأوروبا و أستراليا في عام 2020.    في المملكة المتحدة، يكلف العلاج لمدة 4 أسابيع هيئة الخدمات الصحية الوطنية حوالي 1400 جنيه إسترليني اعتبارًا من عام 2021.  في الولايات المتحدة يكلف هذا القدر حوالي 7200 دولار أمريكي. 